# San Domenico (Matera)
A San Domenico egy templom Matera központjában.

## Története
A templomot az írásos emlékek szerint 1230-ban alapította Nicola da Giovinazzo, Guzmán Szent Domonkos (a templom névadója is egyben) egyik tanítványa. A szerzetesrendek felszámolása után a templomhoz tartozó kolostorépületet kaszárnyának, majd postahivatalnak használták. 1927-után a megyei közigazgatási hivatalok költöztek be. A templom korai román stílusban épült meg, mai alakját azonban a 17. századi átalakításoknak köszönheti. Érdekessége a főbejárat feletti rózsaablak, amely a szerencsekerék allegóriája: a kereket három emberi alak tartja, tetején pedig Mihály arkangyal szobra áll. A háromhajós, latinkereszt alaprajzú templom belsőjét stukkók és 17–18. századi freskók díszítik. A templomban áll Orazio Persio (1589–1649) materai költő síremléke. Az oldalkápolnák oltárai közül figyelemre méltó a Fájdalmas Szűzanyának (Pietà) szentelt, amelynek festménye Giovanni Donato Oppido alkotása. Az egyik jobb oldali kápolnában Raffaello Szent családjának másolata látható, amit Domizio Persio készített.